# Barbus cadenati
Barbus cadenati är en fiskart som beskrevs av Jacques Daget 1962. Barbus cadenati ingår i släktet Barbus och familjen karpfiskar. IUCN kategoriserar arten globalt som sårbar. Inga underarter finns listade.